# Skällande spökuggla
Skällande spökuggla (Ninox connivens) är en fågel i familjen ugglor inom ordningen ugglefåglar.

## Utbredning och systematik
Skällande spökuggla delas in i fyra underarter med följande utbredning:
- N. c. rufostrigata – norra Moluckerna (öarna Halmahera, Morotai, Bacan och Obira)
- N. c. assimilis – östra Nya Guinea och på öarna Manam och Karkar
- N. c. peninsularis – kustnära norra Australien och på öar i Torres sund
- N. c. connivens – sydvästra Australien och i östra Australien, norrut till Kap Yorkhalvön

## Status och hot
Arten har ett stort utbredningsområde men tros minska i antal, dock inte tillräckligt kraftigt för att den ska betraktas som hotad. IUCN kategoriserar därför arten som livskraftig (LC).

## Bilder

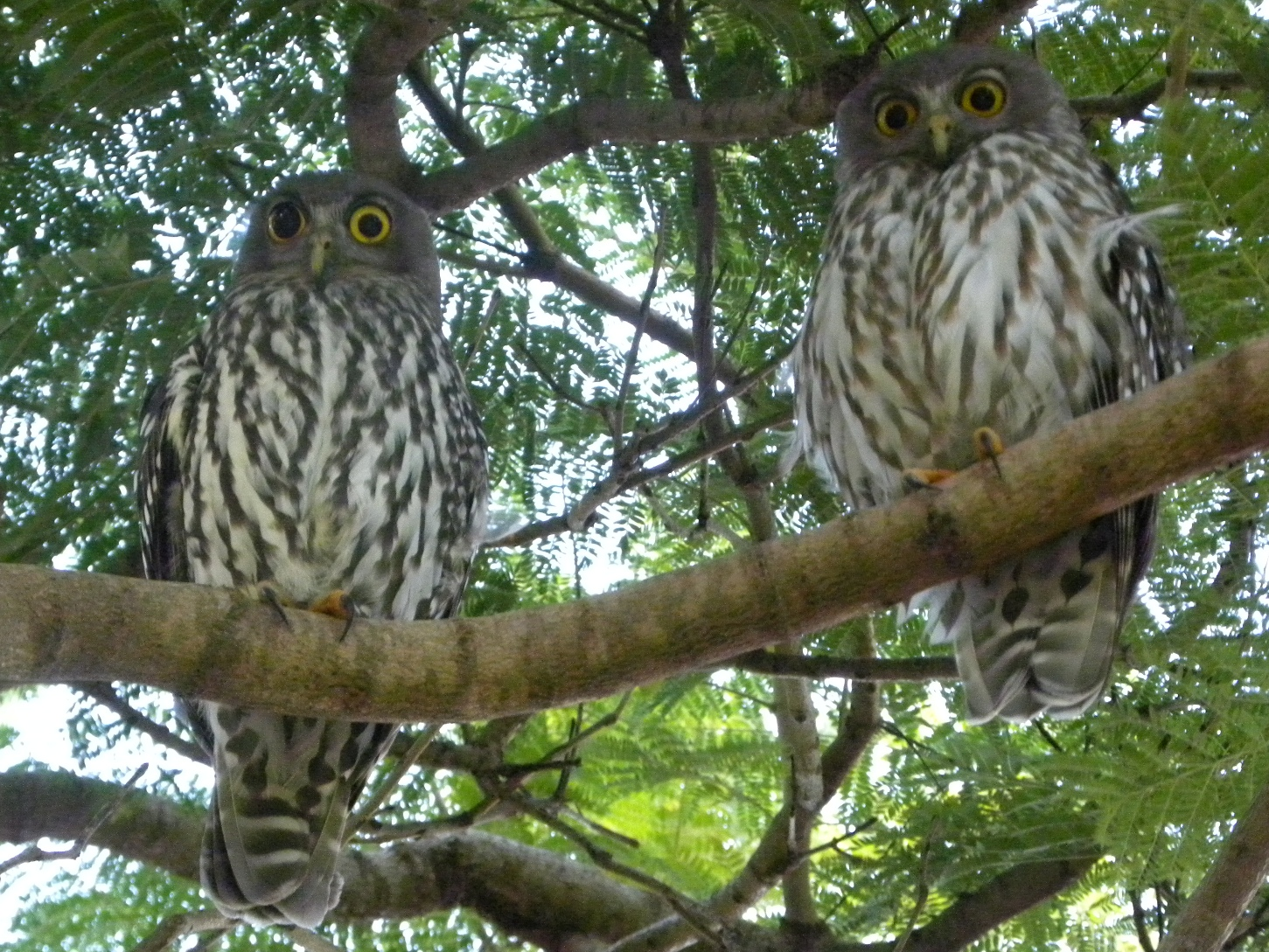
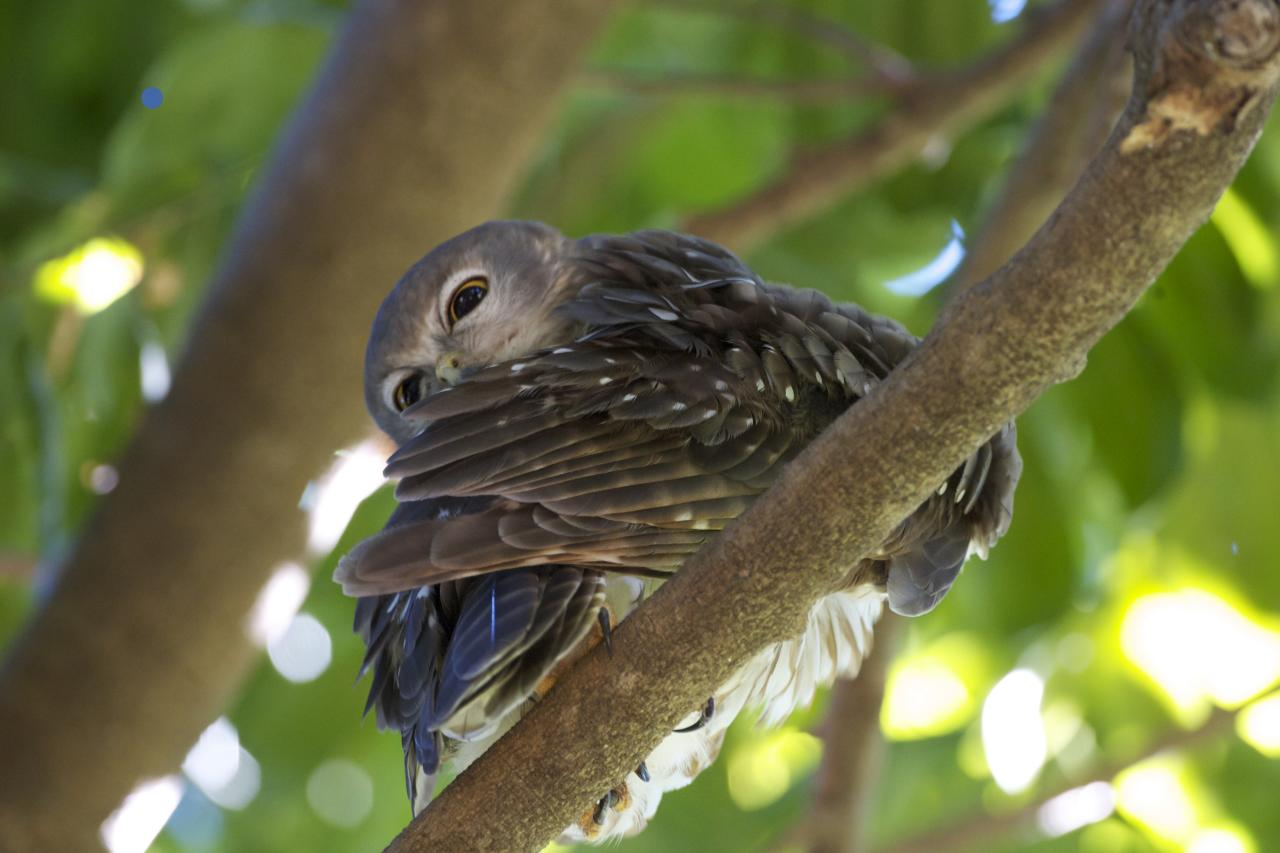
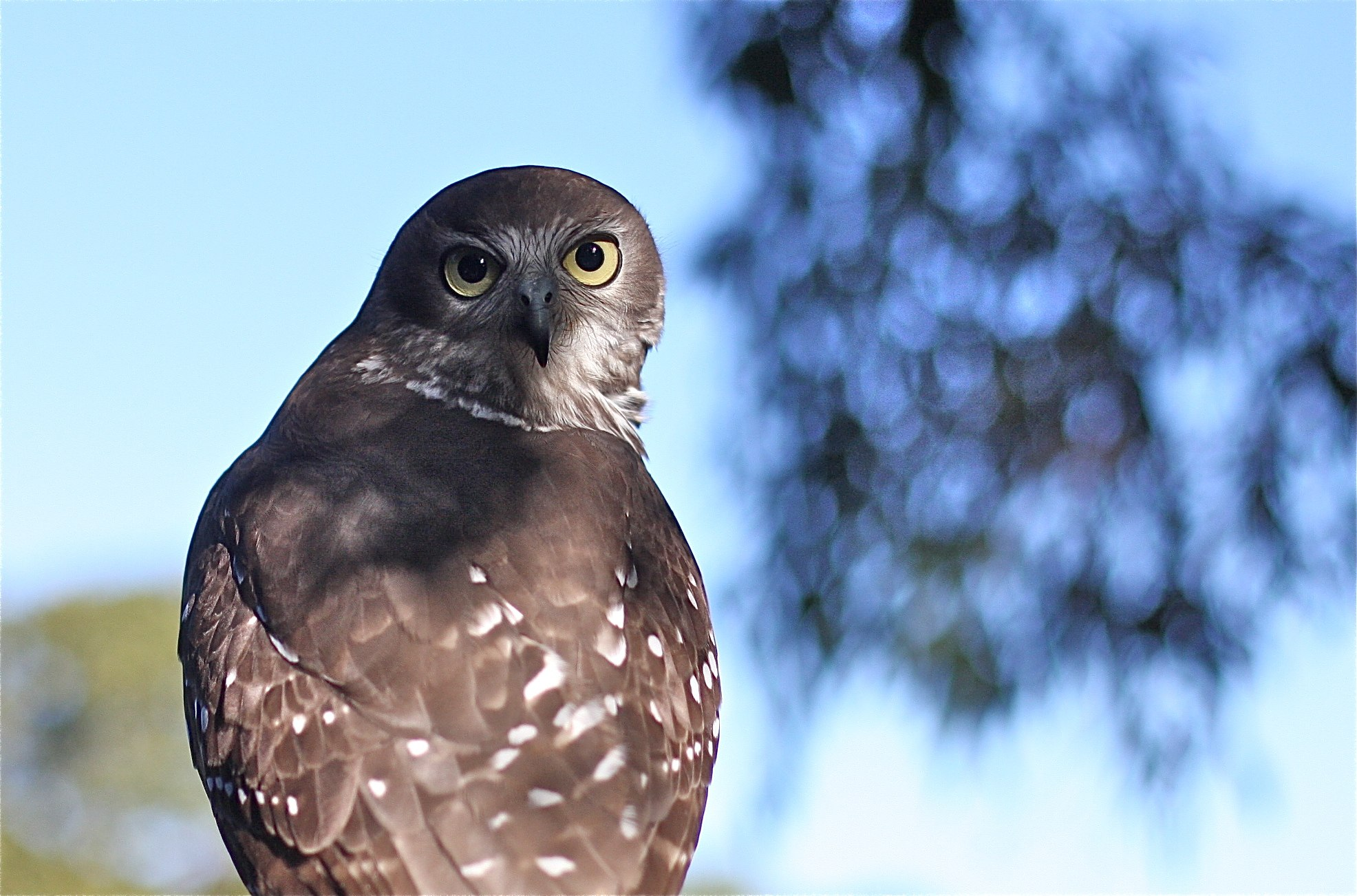